# Kane Kramer
Pour l’article homonyme, voir Kramer.
Kane Kramer (né le 23 avril 1956) est un inventeur et homme d'affaires britannique.
Kane Kramer avait conçu et breveté un lecteur numérique (en) rudimentaire en 1979, qu'il avait appelé "IXI". Il a créé une entreprise pour commercialiser le produit mais, en 1988, il n'a pas réussi à atteindre les 60.000 £ nécessaires pour renouveler les brevets dans 120 pays, de sorte que la technologie est devenue propriété publique.
La firme Apple Inc. a reconnu la paternité de son baladeur numérique, baptisé iPod, à Kane Kramer, qui n'a cependant rien touché pour cette invention.
Kane Kramer est le fondateur de la British Inventors Society (BIS)